# Scottolana bulbosa
Scottolana bulbosa är en kräftdjursart som först beskrevs av Por 1967.  Scottolana bulbosa ingår i släktet Scottolana och familjen Canuellidae. Inga underarter finns listade i Catalogue of Life.